# Евдокија Дмитриевна
Евдокиа Дмитриевна (1353-1407) - ћерка великог кнеза Суздаља Дмитрија Константиновича. Са 13 година била је удата за 15-годишњег великог кнеза Москве Дмитрија Ивановича Донског. Била је позната по својој филантропији.
Позната и као Света Ефросинија Московска (у монаштву); 2007. године прослављена је 600. годишњица њене смрти, у знак сећања на коју је 21. августа исте године установљена нова награда Руске православне цркве – Орден Свете Ефросиније, Велике Кнегиње Московске.

## Породица
Отац - Дмитриј Константинович (суздаљски кнез), мајка - принцеза Ана. Њихова деца:
- Василиј Дмитријевич Кирдјапа, оснивач Шујских кнезова
- Симеон Дмитријевич, умро је 1402. године у изгнанству у Вјатки
- Иван Дмитријевич, погинуо је 1377. у бици код Пјана
- Марија Дмитријевна, удала се за московског бојара Микулу Васиљевича Вељамова, који је умро на Куликовом пољу

## Биографија
Њен отац је 1366. дао Евдокију за великог кнеза московског Дмитрија Ивановича, касније прозваног Донском; брак је био кључ за окончање међусобне борбе између Московске и Суздалско-Нижегородске кнежевине и означио је коначно помирење два кнеза.
Евдокија Дмитриевна је провела 22 године са Дмитријем Ивановичем у срећном браку, чему је „руска земља била захвална“. Венчање је одржано у храму Васкрсења (једна од цркава Коломенског Кремља).
Дана 19. маја 1389. Дмитриј Донској је умро у 38. години живота.
Од 1389. године, након смрти свог мужа, Евдокија Дмитријевна је заправо стајала на челу Московске кнежевине, као чувар наследства престола међу својим синовима. Она је проглашена за јемца мужеве воље. Према духовној дипломи Дмитрија Донског, добила је више од 30 волости и насеља и преко 20 великих села, док је 15 волости и насеља и 14 села прешло у пуно власништво удовице принцезе. Територијална кнежевска власт у овим поседима (наплата пореза и суд) у потпуности је припадала Евдокији Дмитријевни, што ју је учинило политички и економски независном. Евдокијини синови су требали да слушају своју мајку и да не излазе из оквира њене воље. У случају смрти једног од њих, она је била та која је морала да подели наследство између преосталих синова. У случају смрти сина - великог војводе - његову имовину је примио следећи син по годинама, али је наследство потоњег поделила Евдокија. У случају да је неко од синова изгубио део поседа, мајка је то надокнађивала на рачун поседа браће.
Била је једна од најобразованијих жена свог доба У главном граду и другим руским градовима, Ефросинија је изградила велики број цркава и манастира, посебно:
- чувени Вазнесенски манастир (од дрвета);
- камени храм у част Богородице и украсила га најбољим иконама, фрескама и књигама; Цркву Христовог рођења освештао је 11. фебруара 1393. године у присуству целе великокнежевске породице Свети Кипријан, а две године касније су је осликали најбољи иконописци – Теофан Грк и Симеон Црни;
- Горицки манастир у Перејаслављу, подигнут о трошку принцезе око 1392. године;
- Црква Рођења Јована Крститеља у Перејаслављу.

Поред тога, под вођством Евдокије Дмитријевне, окупила се војска да заштити Москву од инвазије Тамерлана.
На захтев принцезе, требало је да се 8. септембра са посебном свечаношћу прослави победа на Куликовом пољу у Москви.
Дана 17. маја 1407. године, Евдокија Дмитријевна се, повукавши се у Вазнесенски манастир, замонашила са именом Ефросинија (савременици су тврдили да се тог дана догодило око три десетине чуда). Неколико дана касније, монахиња Ефросинија је наредила да се уместо дрвеног постави нови камени Вазнесењски сабор. Поживевши у монаштву само неколико недеља, монахиња Ефросинија је 7. јула 1407. умрла и сахрањена у саборној цркви у изградњи (у време експлозије катедрале 1929. године њене мошти су изгубљене, али враћене 2002. године, након чега су пренети су у Архангелску катедралу Московског Кремља). Временом је монаха Ефросинија Московска почела да се поштује као покровитељка руских владара и заступница Москве.
Године 1627. у Московском Кремљу је изграђена Евдокијевска црква, пуно име храма је Црква мученице Евдокије (или Евдокије Дмитријевне).

### Деца
Од кнеза Дмитрија, Евдокија Дмитријевна је родила осам синова и четири кћери:

#### Синови
- Данило (1370—1379),
- Василиј (1371-1425) - велики кнез московски (Владимирски),
- Јуриј (1374-1434) - велики кнез московски (Владимир),
- Семјон (умро 1379),
- Иван (1380—1393) – Јоасаф у монаштву.
- Андреј (1382—1432) - кнез Можаски 1389, родоначелник Можаских кнежева,
- Петар (1385—1428) - кнез Дмитровски од 1389, кнез Углицки 1389-1405,
- Константин (1389—1433) - кнез Углицки;

#### Кћери
- Софија, од 1387. жена кнеза. Фјодора Олговича Рјазанског,
- Марија, од 1394. жена кнеза. Лугвенија (Семјон) Олгердовича,
- Анастасија, од 1397. жена кнеза. Ивана Всеволодовича Холмског
- Ана, рођ. 1387. године – жена кнеза. Јурија Патрикеевича

### Поштовање
Сахрањена је у саборној цркви Вазнесенског манастира, након чијег уништења 1929. године њени остаци су пребачени у подрум Архангелске катедрале Кремља.